# Mathematical Reviews
Mathematical Reviews (MR) és una revista publicada per la American Mathematical Society (AMS) que conté breus sinopsis, i en alguns casos avaluacions, de molts articles de matemàtiques, estadística i informàtica teòrica.
L'AMS també publica una base de dades bibliogràfica en línia associada anomenada MathSciNet que conté una versió electrònica de Mathematical Reviews juntament amb informació de cites de milions d'elements.

## Història
Mathematical Reviews va ser fundada per Otto Neugebauer l'any 1940 com una alternativa de la revista alemanya Zentralblatt für Mathematik que el mateix Neugebauer havia fundat una dècada abans, però que sota el règim nazi havia començat a censurar les revisions per part de matemàtics jueus. L'objectiu de la nova revista era fer ressenyes de totes les publicacions de recerca matemàtica.
Juntament amb Zentralblatt für Mathematik es consideren els únics recursos complets d'aquest tipus; una de les més similars en format és la secció de matemàtiques de Referativny Zhurnal però només està disponible en rus, té una escala més petita i és de difícil accés.
El 1980, tots els continguts de les revisions matemàtiques des del 1940 es van integrar en una base de dades electrònica de cerca. Finalment, els continguts van passar a formar part de MathSciNet, que es va llançar oficialment el 1996. MathSciNet també disposa d'una àmplia informació sobre cites.

## Format i funcionament
Els autors de les ressenyes són voluntaris, normalment escollits pels editors pel requeriment de certa experiència en l'àrea de l'article. Sovint, les ressenyes ofereixen resums detallats del contingut del document, de vegades amb comentaris crítics per part del revisor i referències a treballs relacionats. No obstant això, no es recomana als crítics que critiquin el document, ja que l'autor no té l'oportunitat de respondre. El resum de l'autor es pot citar quan no sigui possible fer una revisió independent o quan el revisor o els editors el considerin adequat. Només es pot donar informació bibliogràfica quan una obra es troba en un llenguatge inusual, quan es tracta d'un document breu en un volum de conferències o quan es troba fora de l'abast principal de les ressenyes. Originalment les ressenyes es redactaven en diversos idiomes, però més endavant es va introduir la política de només fer-les en anglès. Les ressenyes seleccionades (anomenades "ressenyes destacades") també es van publicar com a llibre per l'AMS, però aquest projecte es va acabar abandonant. Current Mathematical Publications era un índex de matèries en format imprès que publicava la literatura matemàtica més recent i propera, escollida i indexada pels editors de Mathematical Reviews. Va cobrir el període que va des del 1965 fins al 2012, any al qual es va deixar de fer.

## Quocient de citació matemàtica
Mathematical Reviews calcula un "quocient de cites matemàtiques" (en anglès mathematical citation quotient, MCQ) per a cada revista. De forma similar al factor d'impacte, el MCQ és una estadística numèrica que indica la freqüència de citacions a una revista. El MCQ es calcula comptant el nombre total de cites a la revista que han estat indexades per Mathematical Reviews durant un període de cinc anys i dividint aquest total pel nombre total d'articles publicats per la revista durant aquest període.